# Sistem nervos parasimpatic
Sistemul nervos parasimpatic face parte din sistemul nervos vegetativ împreună cu sistemul nervos simpatic. Se mai numește si sistemul nervos pentru odihnă și digestie. Se poate spune, într-un mod foarte simplificat, că sistemul nervos parasimpatic funcționează invers față de sistemul simpatic. Totuși, în unele țesuturi funcționează mai degraba împreuna.

## Acțiuni
- conservarea energiei
- constricția pupilei
- încetinirea ritmului cardiac
- creșterea activității intestinale
- creșterea activității glandelor
- relaxarea mușchilor din tractul intestinal

## Mediatori
Sistemul nervos parasimpatic folosește doar acetilcolină(ACh) ca mediator. ACh acționeaza pe două tipuri de receptori: muscarinici și nicotinici. Transmisia se face în două etape:
- nervul preganglionar eliberează ACh pe formațiunile ganglionare, când sunt stimulate. ACh acționeaza pe receptorii nicotinici ai nervului postganglionar
- nervul postganglionar eliberează ACh care stimulează receptorii muscarinici ale organului efector

Cele trei tipuri de receptori muscarinici:
- receptorul muscarinic M1
- receptorul muscarinic M2 , care se află în inimă
- receptorul muscarinic M3, care se află în mușchii netezi, vase sangvine, plămâni, glande. Aceștia determină vasoconstricție și bronhiconstricție.